# Antonija Čota Rekettye
Antonia Čota Rekettye (Beograd, 12. siječnja 1961. – ?, 23. prosinca 2014.) bila je hrvatska kulturna djelatnica iz Vojvodine, politička i kazališna djelatnica, publicistica, sudski tumač za hrvatski jezik.

## Životopis
Rođena je kao Antonija Rekettye je 12. siječnja 1961. u Beogradu, od oca Istvána i majke Eve r. Knezi iz Lemeša. U Lemešu završila osnovnu, gimnaziju Veljko Petrović u Somboru. Studirala u Osijeku na Pravnom fakultetu na kojem je diplomirala 1984. godine te poslije stekla naslov magistre pravnih znanosti. Nakon diplome zaposlila se u Zadrugaru u Lemešu. U somborskom Narodnom kazalištu radi od 1985. godine, na poslovima tajnice.
Svibnja 1991. godine zaposlila se u Narodnom kazalištu u Somboru. Otkad je u kazalištu, vodila je sve statistike i brižljivo čuvala i gradila arhiv Kazališta, surađivala s kazališnim muzejima i Zavodom za proučavanje kulture. Bila i u visokoj pokrajinskoj politici. Od ožujka 2007. do ožujka 2009. godine, bila je pomoćnicom Pokrajinskog tajnika za propise, upravu i nacionalne manjine. Poslije te dužnosti vratila se u svoju kazališnu ustanovu, Narodno kazalište Sombor, u kojem je sve do smrti radila na mjestu tajnice kazališta. Bila je velike energije, iskusna promatračica, ljubiteljica i poznavateljica kazališta, vrsna savjetnica i potpora mladim glumcima i oslonac zaposlenicima. Izniman je doprinos popularne Tonke, dobrog duha somborske kazališne kuće, svakom umjetničkom djelu koje su napravili. Bila je iznimno ponosna na svoje plemićko podrijetlo i na svoj ga je način utkala u svoj posao i međuljudske odnose, napravivši kazalište još ljepšim i gospodskijim. Iza sebe je ostavila dvadesetdvogodišnju ćerku Dalmu, studentkinju prava.
Uređivala periodična izdanja Narodnog kazališta iz Sombora (Premijera, programske knjižice za predstave...). Suradnica Godišnjaka pozorišta Srbije, Klasja naših ravni, Hrvatske riječi iz Subotice, Miroljuba. pisala o kazališnom životu u Somborskim novinama, Ludus, Hrvatskoj riječi, i Wikipedije na hrvatskom jeziku. Redovna suradnica Pozorišnog almanaha Vojvodine (izdanje Kazališnog muzeja Vojvodine u kojem je bila urednica uredništva na hrvatskom jeziku
Bila je od pokretanja dio uredništva somborskog časopisa Miroljuba u kojem je bila zamjenica glavnog i odgovornog urednika. Predsjednica organizacije Hrvatski demokratski forum – Preporuke iz Lemeša, osnovane 2008. godine. Voditeljica etnološke sekcije u HKUD Knezi Stipan Šimeta iz Lemeša, HKUD-a čija je osnivačica.
Aktivna članica HKUD Vladimir Nazor iz Sombora u Odjelu za njegovanje kulture, jezika i tradicije bačkih Hrvata.
Suradnica na 5. svesku Leksikona podunavskih Hrvata - Bunjevaca i Šokaca.
Članica Demokratskog saveza Hrvata u Vojvodini od osnutka te stranke. Bila je od 2005. vijećnicom u Skupštini Općine Sombora.
Dopredsjednica Hrvatskog foruma žena Cro femina, čijeg je osnivanja ideja potekla od strane DSHV-a. Na tu je dužnost izabrana na osnivačkoj skupštini u zgradi Nove općine u Subotici 26. listopada 2007., kad je izabrana i dopredsjednica Suzana Marjanović te predsjednica Lozika Jaramazović.

## Djela
- Dukat ravnice, 2003. (zajedno s Marijom Šeremešić)
- Lemeš, u osimu plemenitog ravničarskog drača, u rukopisu, dio objavljen u Klasju naših ravni

## Vanjske poveznice
- [neaktivna poveznica] Antonija Čota Rekettye na osnivačkoj skupštini CroFemine
- SOinfo Fotografija
- Zavod za kulturu vojvođanskih Hrvata  Arhivirana inačica izvorne stranice od 18. veljače 2019. (Wayback Machine)     Antonija Čota, Nuda veritas – Gola istina : našutjesmo se do grla
- YouTube
- Facebook
- Croatia.ch Antonija Čota: Povijest hrvatskog plemstva u Bačkoj